# Martha Medeiros
Pour les articles homonymes, voir Medeiros.
Martha Medeiros, née le 20 août 1961 à Porto Alegre, est une journaliste et femme de lettres brésilienne.

## Biographie
Appartient au mouvement littéraire du modernisme.
Fille de José Bernardo Barreto de Medeiros et Isabella Matos de Medeiros, elle étudie à l'université pontificale catholique du Rio Grande do Sul, dont elle sort diplômée en 1982.
Elle travaille d'abord dans la publicité, avant de partir vivre au Chili, où elle commence à écrire des poèmes, avant de retourner à Porto Alegre. Elle écrit ensuite pour les journaux Zero Hora et O Globo tout en poursuivant en parallèle sa carrière littéraire.
Son poème A Morte Devagar — littéralement Une mort lente, traduit en français comme Il meurt lentement (it) —, écrit en 2000, a longtemps été attribué, à tort, à une vingtaine d'autres auteurs, parmi lesquels Pablo Neruda,.

## Œuvres
- Strip-Tease (1985)
- Meia noite e um quarto (1987)
- Persona non grata (1991)
- Con Cara Lavada (1995)
- Poesia Reunida ' (1998)
- Geração Bivolt (1995)
- Topless (1997)
- Santiago do Cile (1996)
- Trem-Bala (1999)
- Non Stop (2000)
- Cartas Extraviadas e Outros Poemas (2000)
- A Morte Devagar (2000)
- Couch (2002)
- Divã (2002) - Romance que deu origem a uma peça, a um filme e série de TV, todos estrelados pela a atriz Lilia Cabral, no papel de Mercedes.
- Montanha-Russa (2003)
- Rollercoaster (2003)
- Esquisita como Eu (2004)
- Selma e Sinatra (2005)
- 'Tudo que Eu Queria te Dizer (2007)
- Doidas e Santas (2008)
- Fora de Mim (2010)
- Feliz por Nada (2011)
- Noite em Claro (2012)
- Um Lugar na Janela (2012)
- A Graça da Coisa (2013)
- Paixão Crônica (2014)
- Liberdade Crônica (2014)
- Felicidade Crônica (2014)

## Distinctions
- Prix Jabuti 2004